# Биндорф (Мекленбург)
Биндорф (њем. Biendorf) општина је у њемачкој савезној држави Мекленбург-Западна Померанија. Једно је од 59 општинских средишта округа Бад Доберан. Према процјени из 2010. у општини је живјело 1.270 становника. Посједује регионалну шифру (AGS) 13051010.

## Географски и демографски подаци
Биндорф се налази у савезној држави Мекленбург-Западна Померанија у округу Бад Доберан. Општина се налази на надморској висини од 48 метара. Површина општине износи 40,9 km².

## Становништво
У самом мјесту је, према процјени из 2010. године, живјело 1.270 становника. Просјечна густина становништва износи 31 становника/km².